# Crêpe Suzette

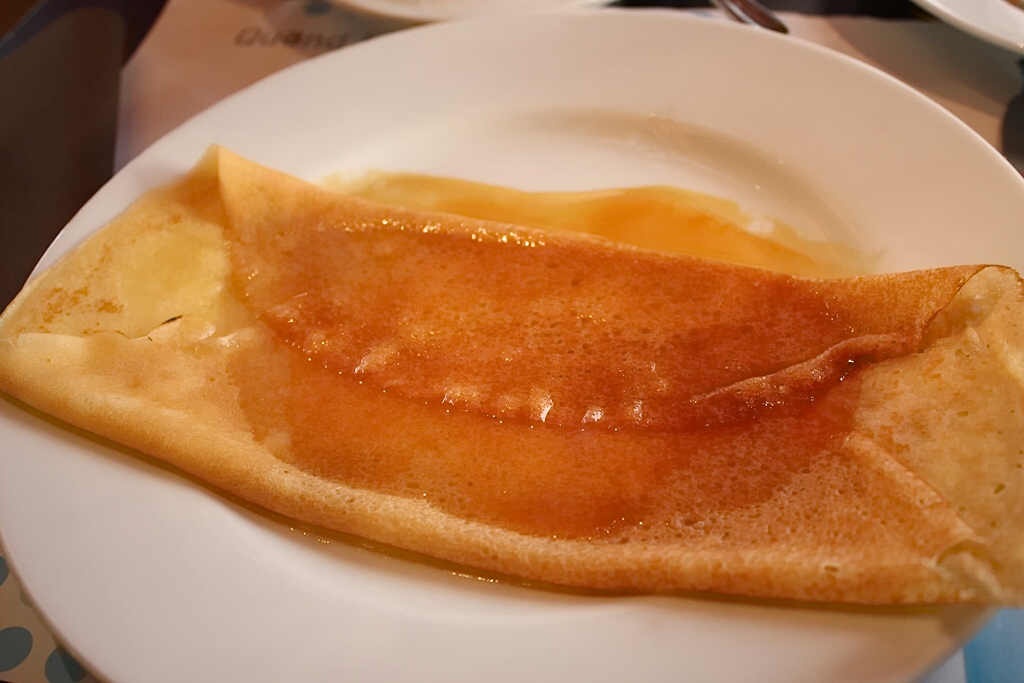
Crêpe Suzette

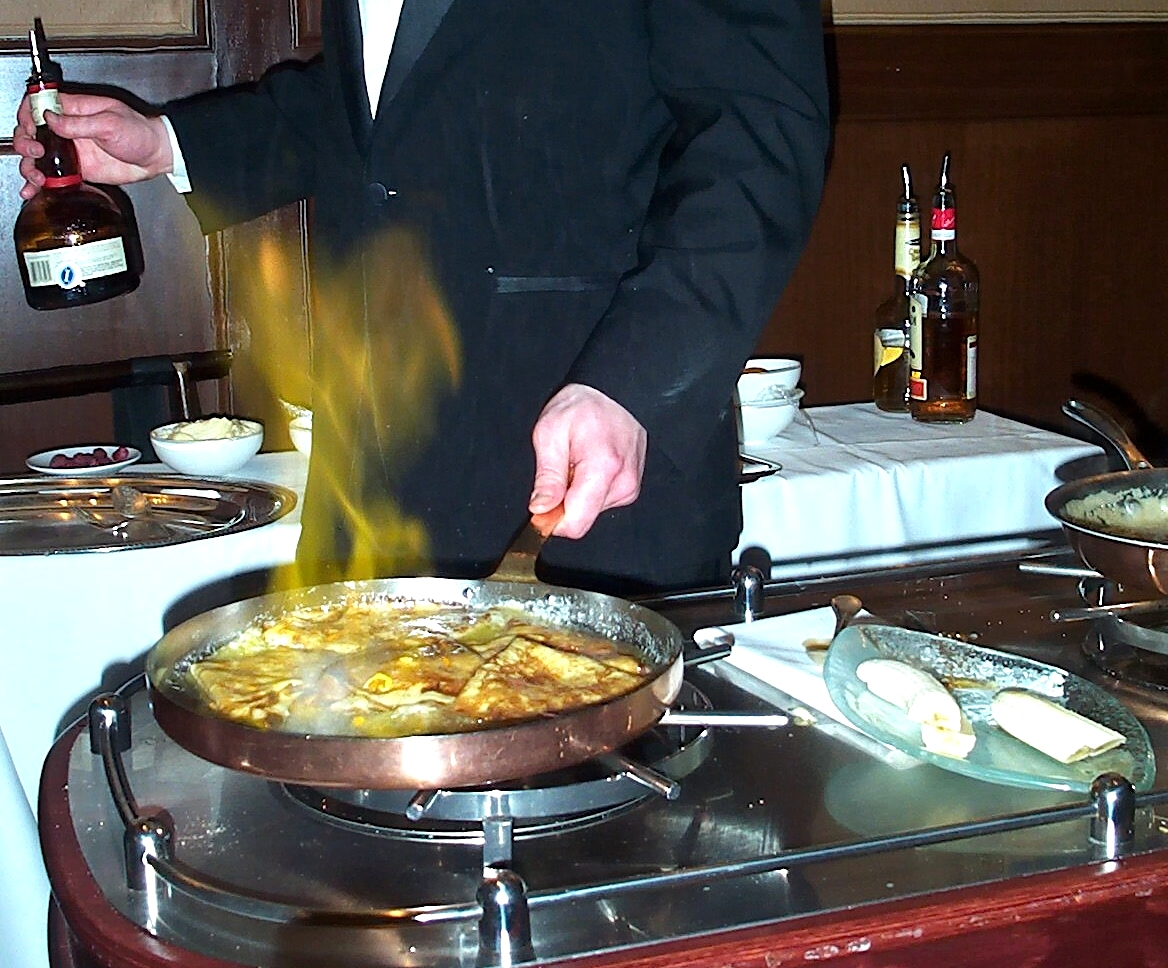
Flambieren von Crêpes Suzette in einer Flambierpfanne (auf einem Flambierwagen in einem Restaurant)

Crêpe Suzette (IPA: [ˈkʁɛp syˈzɛt] ) ist eine französische Süßspeise. Es handelt sich um einen dünnen Crêpe in einer Orangenlikör-Orangensaft-Sauce, der flambiert wird. Außer Curaçao werden auch Grand Marnier oder ähnliche Orangenliköre verwendet.
Das Rezept wurde angeblich durch einen Zufall erfunden. Die bekannteste Anekdote beschreibt, dass am 31. Januar 1896 der britische Kronprinz, der spätere König Edward VII., im legendären Café de Paris in Monte Carlo zu Gast war. Der 14-jährige Kochlehrling Henri Charpentier machte dort seine Ausbildung und sollte ihm und 18 Gästen anlässlich einer Silvesterfeierlichkeit am Tisch Pfannkuchen machen. Doch während Charpentier die Soße zubereitete, fing ein Likör plötzlich Feuer. Der Lehrling verzog keine Miene, probierte unauffällig, ob es gut schmeckte, tunkte die Crêpes in die entflammte Marinade, gab noch mehr Likör und Zucker hinzu und erklärte dem erstaunten Prinzen, dass dies ein neues Rezept sei. Edward kostete und war begeistert.
Spontan soll Charpentier angeblich den Titel Crêpes Princesse zu Ehren des damaligen Prince of Wales erfunden haben, der aber geschmeichelt abwinkte, stattdessen sollten die Crêpes den Namen seiner schönen Begleiterin tragen – und das war an diesem Tag Suzette. Charpentier arbeitete später in namhaften Hotels, lernte sogar beim großen Meisterkoch Auguste Escoffier – und wurde Leibkoch von John D. Rockefeller. Anderen Quellen zufolge soll Suzette die Tochter eines der 18 anwesenden Männer gewesen sein.
Eine ganz andere Anekdote berichtet wiederum, dass die Pfannkuchen aus Mitleid mit einer Schauspielerin namens Suzette erfunden worden sein sollen, die jeden Abend auf der Bühne der Comédie-Française Pfannkuchen essen musste.